# Omar de Jesús Mejía Giraldo
Omar de Jesús Mejía Giraldo (El Santuario, 21 de janeiro de 1966), é um colombiano eclesiástica da Igreja Católica. Foi nomeado Bispo de Florença ( Caquetá ) em 27 de abril de 2013 e assumiu o cargo em 13 de julho de 2013. Em 13 de julho de 2019, quando o Papa Francisco elevou a Diocese de Florença à dignidade de Arquidiocese, foi nomeado o primeiro Arcebispo de Florença.

## Biografia

### Formação e vida sacerdotal
Foi ordenado sacerdote em 16 de novembro de 1991 e estudou filosofia e teologia no grande Cristo seminário nacional do Priest em La Ceja . Formou-se em Filosofia e Ciências da Religião na Universidade Católica Oriental de Rionegro e em Teologia Dogmática na Pontifícia Universidade Gregoriana, em Roma .
Desde os primeiros anos de seu ministério sacerdotal, ocupou diversos cargos, inclusive o de formador no Seminário diocesano de Nossa Senhora, delegado diocesano para a pastoral juvenil e vocacional e vigário paroquial na paróquia de Nuestra Señora del Carmen em El Carmen. de Viboral e diretor do departamento de pastoral da Universidade Católica Oriental de Rionegro. Foi também vice - reitor do Seminário Nacional Cristo Sacerdote em La Ceja, ocupando posteriormente o cargo de diretor entre 2008 e 2013.

### Episcopado
O 27 de abril de 2013 foi nomeado Bispo de Florencia (Caquetá) ; em 29 de junho do mesmo ano foi consagrado bispo por Monsenhor Fidel León Cadavid Marin e foi inaugurado oficialmente no dia 13 de julho seguinte.